# Kusnur, Hangal
Kusnur là một làng thuộc tehsil Hangal, huyện Haveri, bang Karnataka, Ấn Độ.